# Saul Gottlieb
Saul Gottlieb, död 1968 eller 1969, var en amerikansk författare, poet, dramaturg och regissör. Han avled i cancer.
Han ska bland annat ha engagerat sig i The Living Theatres problem med USA:s skattemydighet Internal Revenue Service och kämpat för att gruppen skulle kunna återvända till USA vilket lyckades 1968. Han var också med på ett hörn i uppsättningen av teaterföreställningen Hair från 1967, där han bland annat skrev texter till teaterprogrammet.